# خولو
خولو (به لاتین: Khulo) یک منطقهٔ مسکونی در گرجستان است که در آجارستان واقع شده‌است. خولو ۱٬۰۰۷ نفر جمعیت دارد.